# Алагнак
Алагнак (англ. Alagnak River) — река на юго-западе штата Аляска, США. В административном отношении протекает по территории боро Лейк-энд-Пенинсула.

## География
Берёт начало вытекая из озера Кукаклек на территории национального парка Катмай. Первые 6 миль река протекает в зоне тундры, ниже растительность сменяется на хвойные леса (главным образом ель). Долина реки постепенно сужается, на 7-14 милях своего течения Алагнак протекает через узкий каньон. На двадцатой миле своего течения принимает приток Нонвианук. В нижнем течении река меандрирует по территории полуострова Аляска. Впадает в реку Квичак, которая в свою очередь несёт свои воды в Бристольский залив Берингова моря. Длина реки составляет 103 км; площадь бассейна — приблизательно 3600 км².

## Флора и фауна
Благодаря большому количеству лосося, летом и осенью в районе реки имеется значительная популяция гризли и барибала. Большая часть бассейна является местом обитания карибу; встречаются также лоси. Широко распространены вдоль реки бобры, лисы, россомахи, норки, выдры и волки. В водах Алагнака встречается несколько видов лососевых, в том числе нерка, горбуша, кета, чавыча и кижуч. Водятся также микижа, гольцы, щука. Растительность вдоль берегов включает ель, иву, несколько видов ягод.

## Туризм
Алагнак — одна из наиболее важных для спортивного рыболовства рек Аляски.